# Holocranaus calus
Holocranaus calus is een hooiwagen uit de familie Cranaidae.